# Mardik Mardikian
Mardik Kevork Mardigian (arabe : مارديك مارديكيان), né le 14 mars 1992 à Lattaquié en Syrie, est un footballeur international syrien (d'origine arménienne), qui évolue au poste d'attaquant.
Son père est Kevork Mardikian, considéré comme étant l'un des meilleurs joueurs de football syrien de tous les temps.

## Biographie

### En club
Mardik Mardikian joue en Irak, à Bahreïn, en Jordanie, à Oman et au Qatar.
Il inscrit 11 buts dans le championnat d'Oman lors de la saison 2013-2014.
Il participe à la Coupe de l'AFC avec le irakien d'Naft Al-Wasat.

### En équipe nationale
Mardik Mardikian reçoit sa première sélection en équipe de Syrie le 22 août 2012, en amical contre l'Inde (défaite 2-1). Il inscrit son premier but le 24 mai 2015, en amical contre le Liban (match nul 2-2).
Il participe avec la Syrie aux éliminatoires du mondial 2018.

## Palmarès
- Champion du Bahreïn en 2012 avec le Riffa Club
- Vice-champion d'Oman en 2015 avec le Fanja Club
- Vice-champion d'Irak en 2016 avec le Naft Al-Wasat